# اليهود في كرة القدم
هناك تاريخ طويل لليهود في كرة القدم، بما في ذلك "أصحاب الأندية، واللاعبين، والوكلاء، والمحللين، والمشجعين، والمديرين". في أوروبا قبل الحرب العالمية الثانية، "لعب اليهود دورًا بارزًا في كرة القدم الأوروبية كلاعبين ومدربين وإداريين ورعاة، ناهيك عن الداعمين".

## تاريخ

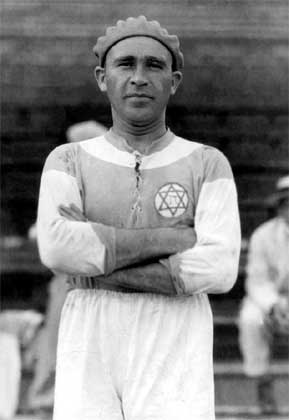
بيلا غوتمان لاعب هاكواه فيينا (1925)

### إنجلترا
في إنجلترا، ساعد رجال الأعمال اليهود في تشكيل الدوري الإنجليزي الممتاز في عام 1992.
يوجد لدى نادي توتنهام هوتسبير نسبة كبيرة من الداعمين اليهود. ويشير أنصارهم إلى أنفسهم باسم "ييدز"، وهو مصطلح يُنظر إليه على أنه مصطلح مهين لليهود. وقالت شرطة العاصمة إنها ستعتقل أي شخص يستخدم مصطلح ييد. وكان رؤسائهم الثلاثة السابقون يهودًا. كان لدى نادي ليتون أورينت (الذي كان يُعرف في الأصل باسم كلابتون أورينت) لاعبون يهود قبل الحرب العالمية الثانية واستمر في إشراك اللاعبين اليهود بانتظام حتى الثمانينيات، حيث مول وقتهم رجلي أعمال يهوديين في الدوري الإنجليزي الممتاز في الستينيات.
منح مدرب وست هام يونايتد، أفرام جرانت، والمدافع تال بن حاييم الإذن بالتغيب عن مباراة ضد ستوك سيتي حتى يتمكنوا من الاحتفال بمهرجان يوم الغفران اليهودي في سبتمبر 2010.
عين الحاخام أليكس جولدبرج رئيسًا لمجموعة الإيمان بكرة القدم التابعة لاتحاد كرة القدم في عام 2011، وحضر قمة مناهضة التمييز في كرة القدم التي استضافها رئيس الوزراء في 10 داونينج ستريت في فبراير 2012. في عام 2019، بدأ مشروعًا شهد بناء سوكاه في ملعب ويمبلي، موطن كرة القدم الإنجليزية. في أكتوبر 2023، استقال جولدبيرج من مجموعة الإيمان بكرة القدم في أعقاب القرار بعدم إضاءة القوس في ملعب ويمبلي، قبل مباريات إنجلترا، باللونين الأزرق والأبيض، ألوان علم إسرائيل بعد هجوم حماس على إسرائيل.
كشف نادي تشيلسي عن لوحة جدارية للفنان سولومون سوزا على الحائط الخارجي للمدرج الغربي في ملعب ستامفورد بريدج في يناير 2020، كانت اللوحة الجدارية جزءًا من حملة تشيلسي "قل لا لمعاداة السامية " الممولة من مالك النادي اليهودي رومان أبراموفيتش. تضمنت الجدارية صور لاعبي كرة القدم يوليوس هيرش وأرباد فايس، اللذين قُتلا في معسكر اعتقال أوشفيتز، ورون جونز، أسير حرب بريطاني معروف باسم "حارس مرمى أوشفيتز". وقاد الحاخام الأكبر، إفرايم ميرفيس، حفلًا تذكاريًا لهيرش في ستامفورد بريدج قبل مباراة دوري أبطال أوروبا ضد بوروسيا دورتموند في عام 2023. ألقى صلاة تذكارية وأضاء شمعة ذكرى مرور 80 عامًا على مقتل هيرش في أوشفيتز.
أحيت أندية الدوري الإنجليزي الممتاز ذكرى يوم الهولوكوست لتذكر ستة ملايين رجل وامرأة وطفل يهودي قتلوا بين عامي 1941 و1945 على يد النازيين والمتعاونين معهم في الهولوكوست في يناير 2021.
ألقي القبض على اثنين من مشجعي وست هام يونايتد وحظرهما لاحقًا النادي بعد غناء أغنية معادية للسامية بينما كان رجل يهودي يرتدي ملابس دينية يهودية يسير في ممر الطائرة ليجلس على مقعده في رحلة من لندن ستانستيد إلى بلجيكا حيث كان وست هام يلعب ضد جينك في الدوري الأوروبي 2021-22 في نوفمبر 2021. قبض على الرجلين بتهمة ارتكاب جرائم كراهية، عند عودتهما إلى ستانستيد. وتوجيه اتهامات لاحقاً إلى الرجلين، من إسيكس وكينت، بالتسبب في مضايقة أو قلق أو ضائقة على أساس عنصري أو ديني، وهي جريمة بموجب المادة 4 أ من قانون النظام العام. أطلق سراحهم بكفالة للمثول أمام محكمة تشيلمسفورد الجزئية. انهارت القضية في المحكمة لاحقًا بعد أن لم تتمكن هيئة النيابة العامة من تحديد ما إذا كانت الجرائم المزعومة قد وقعت في المجال الجوي البريطاني.

### إسكتلندا
في إسكتلندا، كان لانارك الثالث يحظى بدعم كبير من الداعمين اليهود نظرًا لكونه في منطقة ذات أغلبية يهودية في غلاسكو. عندما حل نادي لانارك الثالث في الستينيات، بدأ بعض الداعمين اليهود في متابعة نادي سلتيك بسبب النجاحات المعاصرة. في العصر الحديث، كان العديد من مشجعي كرة القدم اليهود في المدينة يشجعون فريق رينجرز بسبب حصولهم على الدعم أثناء وجودهم في المدارس البروتستانتية التي كانت أكثر انفتاحًا على الطلاب اليهود من المدارس الكاثوليكية. كما يرفع مشجعو فريق رينجرز علم إسرائيل في المباريات ردًا على قيام منافسهم سيلتيك برفع علم فلسطين. جاء ذلك على الرغم من أن المجلس التمثيلي اليهودي في غلاسكو طلب من المشجعين التوقف بسبب مزيج السياسة وكرة القدم مما جعل البعض يشعرون بعدم الارتياح.
في 1 سبتمبر 2023، وقع لاعب كرة القدم الإسرائيلي، ليل عبادة، عقدًا جديدًا لمدة أربع سنوات مع سيلتيك بعد انضمامه إلى النادي في يوليو 2021. تأثرت مسيرته مع سيلتيك بالحرب الفلسطينية الإسرائيلية، حيث أظهرت مجموعة مشجعي سيلتيك "اللواء الأخضر" دعمهم لفلسطين من خلال رفع علم فلسطين. التقى أبادا مع كبار المسؤولين في نادي سيلتيك بعد هذه العروض، التي أدت إلى تعرضه لانتقادات في إسرائيل. أصدر نادي سيلتيك بيانًا قال فيه إنه "من غير المناسب" للجماهير إظهار هذه الرسائل. عاد عبادة، الذي أصيب عندما بدأت الحرب، إلى الفريق في ديسمبر. قال مدرب سيلتيك بريندان رودجرز في فبراير 2024 أنه "من الصعب" على عبادة أن يقدم أفضل مستوياته في ظل هذه الظروف، ثم أكد أنه يمكنه مغادرة النادي. في 8 مارس 2024، غادر عبادة نادي سيلتيك لينضم إلى فريق شارلوت في الدوري الأمريكي لكرة القدم مقابل رسوم تبلغ 8 ملايين جنيه إسترليني.

### هولندا
نادي أياكس أمستردام، مثل نادي توتنهام هوتسبير، لديه تاريخ طويل من الدعم والمشاركة اليهودية على الرغم من أنه ليس ناديًا يهوديًا رسميًا. كان ملعب دي مير السابق للنادي يقع في الجانب الشرقي من المدينة الذي تقطنه أغلبية يهودية. وكان ثلاثة رؤساء للنادي منذ الحرب العالمية الثانية يهودًا. منذ عام 1976، أطلق بعض مشجعي أياكس، ومعظمهم من غير اليهود، على أنفسهم لقب "اليهود الخارقين" ردًا على الهتافات المعادية للسامية من قبل منافسين مثل فاينورد.
في 7 نوفمبر 2024، تعرض أنصار فريق مكابي تل أبيب الذين كانوا في أمستردام لمشاهدة فريقهم يلعب ضد أياكس في الدوري الأوروبي، للهجوم في الشوارع من أشخاص يهتفون بشعارات مؤيدة دولة فلسطين ومعادية للجيش الإسرائيلي. وقد أدان كل من ملك هولندا، ويليم ألكسندر، ورئيسة بلدية أمستردام، فيمكي هالسيما، المهاجمين. وفي الأيام التالية، ألقي القبض على خمسة رجال آخرين، جميعهم من هولندا، تتراوح أعمارهم بين 18 و37 عاما، للاشتباه في ارتكابهم "عنفا عاما ضد أشخاص" قبل وبعد مباراة الدوري الأوروبي. وقد رد رئيس الوزراء الهولندي ديك شوف بالمزيد من الإدانة حول عمليات العنف التي حصلت.

## إسرائيل
تأسس منتخب فلسطين الانتدابية لكرة القدم كفريق يمثل فلسطين الانتدابية، لكنه لم يضم سوى لاعبين يهود وكانت تنشد الأغنية اليهودية "الأمل" إلى جانب "ليحفظ الله الملك" خلال تصفيات كأس العالم لكرة القدم. في عام 1948، غيرت الهيئة الحاكمة اسمها إلى اتحاد كرة القدم الإسرائيلي بعد تأسيس إسرائيل.

## لاعبو كرة القدم اليهود
قال لاعبو كرة القدم اليهود المعاصرون إنهم يريدون إلهام الآخرين. يُسمح للاعبي كرة القدم اليهود الذين يلعبون في بلدان أجنبية بتجنب اللعب في يوم الغفران المقدس، أو البقاء كبديلاء حتى انتهاء الاحتفال.